# Maria Soledad Torres y Acosta
Santa Maria Soledad Torres y Acosta (2 de Dezembro de 1826 – 11 de Outubro de 1887) - nascida Manuela - foi uma  Católica Romana freira e fundadora das Servas de Maria espanhola. As suas acções apostólicas - e as da sua ordem - eram dedicadas à assistência aos doentes e pobres nos locais onde operava. Quando adolescente, tentou se juntar às freiras dominicanas, mas foi rejeitada por causa de sua saúde debilitada. Em 1851, fundou a congregação feminina das Siervas de María, Ministras de los enfermos (Servas de Maria, Servas dos Enfermos) em Madri. Ela adotou o nome religioso de María Soledad e liderou a comunidade, que era particularmente dedicada à enfermagem domiciliar e aos cuidados cristãos no fim da vida, como Superiora Geral até sua morte . A ordem prestou grandes serviços durante a epidemia de cólera em Madri em 1865. 
Torres foi beatificada em 1950 e posteriormente proclamada santa em 1970. A sua festa litúrgica é afixada na data da sua morte, por costume. Em 2016, foi produzido em Espanha um filme (título original: Luz de Soledad) que conta a sua vocação e as lutas durante os primeiros anos da sua vida como fundadora.